# Bea, Aragon
Bea, Aragon (aragónul Beya) település Spanyolországban, Teruel tartományban. Bea, Aragon Calamocha, Lagueruela, Cucalón, Loscos és Fonfría, Teruel községekkel határos. Lakosainak száma 27 fő (2024).

## Népesség
A település lakosságának változását az alábbi diagram mutatja:
| Lakosok száma | 43   | 38   | 40   | 37   | 30   | 28   | 30   | 31   | 33   | 27   |
|               | 2001 | 2004 | 2007 | 2009 | 2012 | 2014 | 2017 | 2019 | 2022 | 2024 |